# Rasmus Højlund
Rasmus Winther Højlund (* 4. února 2003 Kodaň) je dánský profesionální fotbalista, který hraje na pozici útočníka za anglický klub Manchester United FC a za dánský národní tým.

## Klubová kariéra
Højlund je odchovancem akademie FC Kodaň a v říjnu 2020 debutoval v A-týmu jako sedmnáctiletý. V sezóně 2021/22 debutoval v evropských soutěžích a v Evropské konferenční lize UEFA přispěl pěti góly k postupu ze základní skupiny do vyřazovací fáze turnaje.
Poté, co v 32 utkáních za Kodaň vstřelil pět branek, přestoupil v lednu 2022 do rakouského Sturm Graz.
Ještě téhož roku ho za 17 milionů eur odkoupila Atalanta. Svůj první gól za Atalantu vstřelil 5. září při venkovní výhře 2:0 nad Monzou. Na začátku sezony byl původně jen náhradníkem, ale kvůli špatné formě a zranění Duvána Zapaty si vybojoval místo v sestavě. V lednu 2023 předvedl několik přesvědčivých výkonů, zejména vstřelil čtyři góly ve čtyřech po sobě jdoucích zápasech. Ve své první sezóně v Itálii odehrál dohromady 32 ligových utkání, ve kterých vstřelil 9 branek a přilákal pozornost velkých evropských klubů, v létě 2023 o jeho služby stál zejména anglický Manchester United.

## Reprezentační kariéra
Højlund hrál v dánských mládežnických reprezentacích od kategorie do 16 do 21 let. V seniorské reprezentaci debutoval v září 2022. 23. března 2023 se poprvé objevil v dánské reprezentaci v základní sestavě, a to v utkání kvalifikace na EURO 2024 proti Finsku. V utkání vstřelil hattrick a výrazně se tak podepsal pod výhru 3:1. O tři dny později odehrál celé utkání proti Kazachstánu, vstřelil další dvě branky, ale Dánsko tentokráte prohrálo 2:3.

## Ocenění

### Klubová

#### Kodaň
- Superligaen: 2021/22[12]